# Jökulsá á Fjöllum
Pour les articles homonymes, voir Jökulsá.
La Jökulsá á Fjöllum, toponyme islandais signifiant en français « la rivière glaciaire des montagnes », est un fleuve du Nord de l'Islande. Issu de la fonte du glacier Vatnajökull, il est l'un des cours d'eau les plus longs d'Islande avec 206 kilomètres.

## Géographie
Le fleuve prend sa source sur le front glaciaire septentrional du Vatnajökull, plus précisément des eaux de fonte du Dyngjujökull, l'un de ses lobes glaciaires, dans le centre-est de l'Islande. Se dirigeant vers le nord, il traverse en premier lieu le Holuhraun, le sandur et désert de lave du Dyngjujökull, puis s'engage dans le Ódáðahraun, le plus grand désert de lave du pays, en passant à l'est du Herðubreið et du Herðubreiðarlindir. Il longe ensuite le bord oriental du Mývatnsoræfi puis est enjambé par le pont de la route 1.
Une trentaine de kilomètres avant son embouchure, la Jökulsá á Fjöllum quitte les plateaux qui constituent les Hautes Terres en formant une gorge, la Jökulsárgljúfur, qui débute par les chutes de Selfoss et Dettifoss pour se poursuivre par des rapides et les autres cascades de Hafragilsfoss, Réttarfoss et Vígabjargsfoss.
À la sortie de ce défilé, le fleuve délaisse sur sa rive gauche la gorge d'Ásbyrgi, ancien lit du fleuve, pour s'étaler dans l'Austursandur et le Vestursandur, deux plaines alluviales côtières, en deux bras, le Bakkahlaup à l'ouest et la diffluence de Sandá à l'est qui se jette dans le Brunná, tous deux atteignant l'Öxarfjörður, une baie de l'océan Arctique.

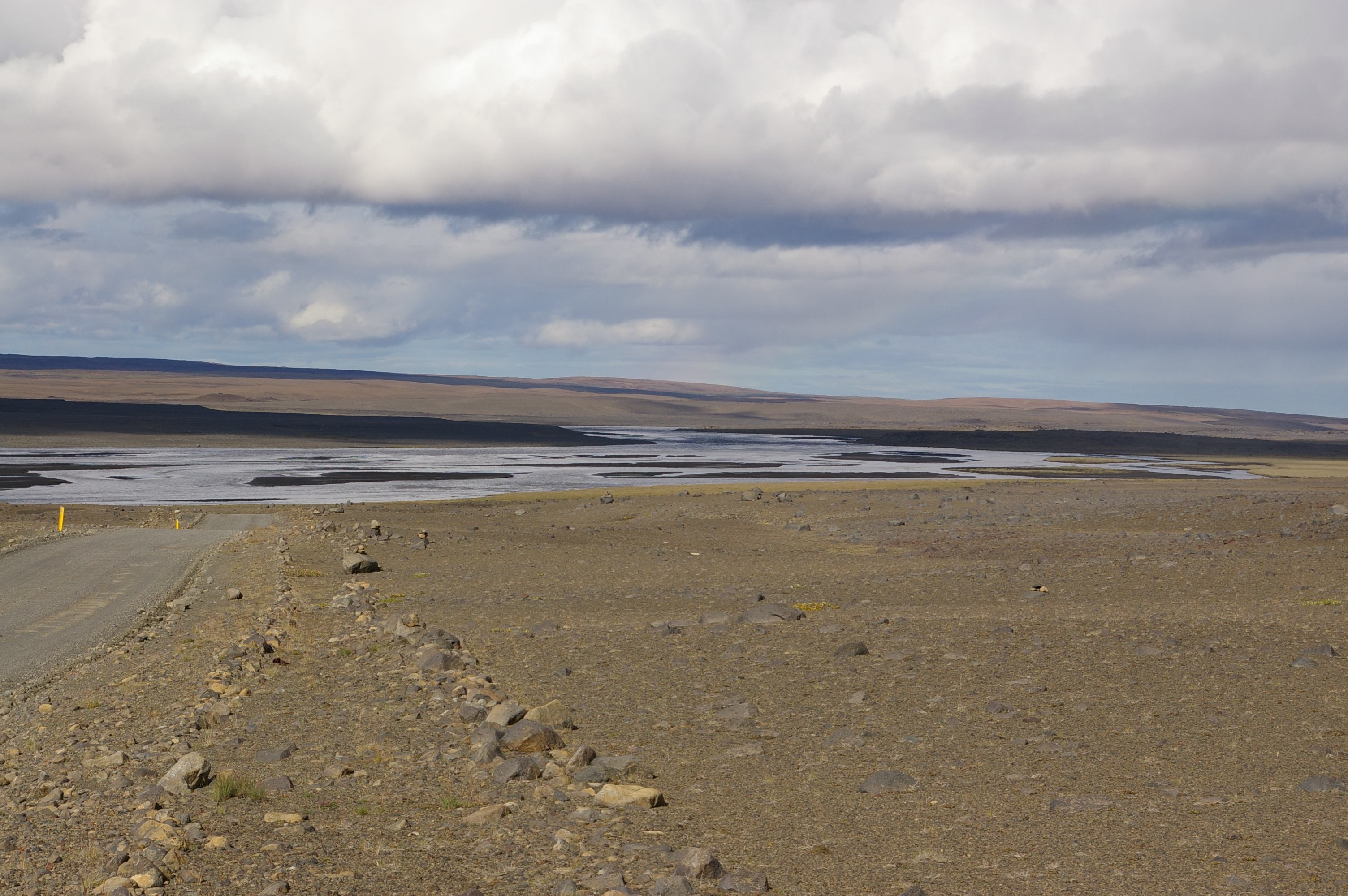
La Jökulsá á Fjöllum en amont de Selfoss avant son entrée dans la Jökulsárgljúfur.